# Karatjaj (sø)
Karatjaj (russisk: Карачай) er en lille sø i de sydlige Uralbjerge. Fra 1951 blev søen benyttet som losseplads for radioaktivt affald fra Majak, en nærliggende oparbejdnings- og lagringsanlæg for atomart affald, der ligger i nærheden af byen Ozersk (dengang med det anonyme navn Tjeljabinsk-40).

## Nuværende status
Ifølge en rapport udarbejdet af det amerikanske Worldwatch Institute om radioaktivt affald, er Karatjaj det mest forurenede sted på Jorden. Søen har akkumuleret 4,44 exabecquerel (EBq) radioaktivitet, herunder 3,6 EBq cæsium-137 og 0,74 EBq strontium-90. Til en sammenligning, så udledte Tjernobylulykken fra 5 til 12 EBq radioaktivitet, men denne stråling er ikke koncentreret på et sted.
Strålingsniveauet i regionen i nærheden af det sted hvor det radioaktive spildevand blev udledt i søen var 600 røntgen i timen (omtrent seks sievert i timen) i 1990, mere end rigeligt til at give et menneske en dødelig dosis indenfor samme tidsrum.

## Historie
I begyndelsen af 1960'erne begyndte Karatjaj at udtørre, og dets areal gik fra at være på en halv kvadratkilometer til at være 0,15 kvadratkilometer i 1993. Efter en tørke i 1968 førte vind radioaktivt støv væk fra det udtørrede område ved søen, og udsatte omkring en halv million mennesker for radioaktiv stråling på 185 petabecquerel (5 MCi).
I årene fra 1978 til 1986 er søen blevet fyldt med næsten 10.000 hule betonblokke for at forhindre sedimenter i at flytte sig.